# 1922년
1922년은 일요일로 시작하는 평년이다.

## 연호
- 대한민국 임시정부(大韓民國 臨時政府) 대한민국(大韓民國) 4년
- 중화민국(中華民國) 민국(民國) 11년
- 일본(日本) 다이쇼(大正) 11년
- 응우옌 왕조(阮朝) 카이딘(啓定) 7년

## 기년
- 응우옌 왕조(阮朝) 계정제(啓定帝) 7년

## 사건
- 1월 1일
  - 한국 경상북도 경주시 대덕산에서 대한민국의 마지막 시베리아호랑이가 포획됨.
  - 네덜란드 헤이그에 상설 국제사법재판소가 개설되다.
- 1월 5일 - 독립단 85명이 만주 훈춘과 강동에서 일본군 수비대와 주재소를 습격, 전투를 벌였다.
- 1월 18일 - 박인호가 천도교 교주에 올랐다.
- 2월 4일 - 한국 제2차 조선교육령
- 2월 6일 - 교황 비오 11세, 259대 로마 교황 취임.
- 2월 7일 - 대한민국 임시정부가 외무국을 설치하였다 (국장 박찬익)
- 2월 11일 - 이광수, 김윤경 등이 수양동맹회를 조직하였다.
- 2월 28일 - 이집트 왕국이 대영 제국으로부터 독립하다(입헌 군주국으로).
- 3월 27일 - 조선여자기독교청년회 (YWCA)가 발족되었다.
- 3월 28일 - 의열단 소속 김익상, 오성륜 등이 상하이에서 일본 육군대장 다나카를 저격하려다 체포되었다.
- 4월 3일 - 사립 동양협회 경성전문학교가 교명을 사립 경성고등상업학교로 교명 변경하고, 학교를 명동(대화정)에서 숭이동으로 이전함.
- 4월 16일 - 독일 - 소련 라팔로 조약 체결
- 5월 - 이광수가 <개벽> 지에 민족개조론을 발표하였다.
- 5월 1일 - 조선노동공제회가 최초로 노동절 기념강연회를 개최하였다.
- 6월 1일
  - 제1회 조선미술전람회(조전(朝展)가 열리다.
  - 핀란드에서 고용계약법과 빈민구호법, 공무원필요언어법이 시행되다.
- 6월 2일 - 핀란드 대통령 카를로 유호 스톨베리가 벤놀라 내각을 실각시키고 아이모 카얀데르를 총리에 임명.
- 6월 16일 - 경성-원산 간 직통전화선이 개통되었다.
- 6월 24일 - 독일 외무장관 발터 라테나우 암살.
- 7월 - 김소월이 <개벽> 지에 시 <진달래>를 발표하였다.
- 7월 18일 - 독일, 공화국 수호법 제국의회 통과.
- 7월 20일 - 일본 고베의 한인 노동자 4천여명이 조선노우회를 결성하였다.
- 7월 26일 - 일본 니가타현에서 한인 노동자 100여명이 학살당했다.
- 8월 - 광복군사령부, 한족회, 광복군총영, 광한단 등이 대한통의군부로 통합되었다.
- 8월 5일 - 대륙고무 주식회사가 설립되어 조선에서 처음으로 대장군표 고무신이 생산되었다.
- 8월 7일 - 런던 회담 (1922년) (~14일).
- 9월 - 홍난파가 연악회를 창립하였다.
- 9월 4일 - 진주노동공제회가 소작노동자대회를 개최되었다.
- 9월 9일 - 일제강점기: 태극단 결사대, 일본 경찰과 교전.
- 9월 17일 - 제1회 조선변호사 시험 4명 합격 - 1,2,3차 시험에 한국인들은 합격했지만 마지막 면접 시험은 일본어로 치러져 단 한 명만 합격한다. 한국인 최초 변호사 이종성.
- 10월 1일 - 김구, 여운형 등이 상하이에서 군인 양성 및 군비조달 목적으로 한국노병회를 창설하였다.
- 10월 3일 - 독립군 60여명이 평안북도 강계군 고산진 주재소를 습격하였다.
- 10월 5일 - 독립운동가 정성채, 한국보이스카웃의 모태인 소년척후단을 조직하다.
- 10월 29일 - 서울에서 자유노동조합 창립.
- 10월 30일 - 이탈리아, 무솔리니와 '검은 셔츠단'의 로마 입성.(이른바 '로마 진군')
- 10월 31일 - 베니토 무솔리니, 이탈리아 파시스트 정부 수립.
- 11월 1일 - 케말 파샤의 술탄제 폐지로 오스만 투르크 제국 멸망.
- 11월 5일 - 코민테른 제4차 세계대회 모스크바서 개최.
- 11월 6일 - 안창남이 도쿄-오사카 간 비행에 성공하였다.
- 11월 14일
  - 독일, 쿠노 주도하의 부르주와 소수 내각 출범.
  - 영국 BBC, 국제뉴스와 일기예보 라디오방송 시작.
  - 양정고등보통학교 학생들, 일본인 교사 배척 동맹 휴학.
- 11월 19일 - 오스만 제국 최후의 황제 압둘 메지드 2세가 퇴위하여 제국이 해체되다.
- 11월 20일 - 1차 로잔회의
- 11월 22일 - 인력거꾼 300여명이 인력거조합을 조직, 임금인하 반대 파업을 벌였다.
- 11월 23일 - 이상재 등, 조선민립대학 기성준비회 조직
- 11월 26일 - 하워드 카터가 이집트의 왕들의 계곡에서 파라오 투탕카멘의 무덤을 발굴하다.
- 12월 4일 - 총독부 조선사 편찬위원회 설치. 조선 역사 왜곡을 하기 시작함.
- 12월 5일 - 안창남이 귀국 기념으로 여의도에서 비행시연을 펼쳤다.
- 12월 18일 - 조선호적령이 공포되었다.
- 12월 30일 - 소비에트 사회주의 공화국 연방 수립.(1991년 12월 붕괴됨)

## 문화
- 10월 1일 - 경성시립도서관이 개관되었다.

## 탄생

### 1월
- 1월 3일 - 대한민국의 소설가, 작가, 언론인 선우휘. (~1986년)
- 1월 6일 - 대한민국의 기업인, 정치인, 국회의원 유기정. (~2010년)
- 1월 9일 - 기니의 독립운동가 초대 대통령 아메드 세쿠 투레. (~1984년)
- 1월 15일
  - 대한민국의 정치인 이원경. (~2007년)
  - 대한민국의 비전향 장기수 리세균. (~2013년)
- 1월 17일
  - 멕스코의 제57대 대통령 루이스 에체베리아. (~2022년)
  - 미국의 배우 겸 희극인 베티 화이트. (~2021년)
- 1월 19일 - 스페인의 축구 선수, 축구 감독 미겔 무뇨스. (~1990년)
- 1월 20일 - 미국의 밴드리더, 트럼펫 연주자, 송라이터, 배우 레이 앤서니.
- 1월 22일 - 아일랜드의 정치인 아서 그리피스. (1872년~)
- 1월 23일 - 대한민국의 정치인 장승태. (~2019년)
- 1월 31일 - 미국의 배우 조앤 드루. (~1996년)

### 2월
- 2월 2일 - 불가리아의 배우 스토얀카 무타포바.(~2019년)
- 2월 5일 - 대한민국의 시인 김구용. (~2001년)
- 2월 8일 - 미국의 가수 겸 작사가 미크 미셸. (~2019년)
- 2월 20일 - 일본의 정치인 모토지마 히토시. (~2014년)

### 3월
- 3월 1일 - 이스라엘의 제17,25대 총리, 정치인 이츠하크 라빈. (~1995년)
- 3월 3일 - 헝가리의 축구 선수, 축구 감독 히데그쿠티 난도르.  (~2002년)
- 3월 5일 - 이탈리아 시인 피에르 파올로 파졸리니.  (~1975년)
- 3월 8일
  - 대한민국의 기업가, 전 오양수산 회장 김성수. (~2007년)
  - 일본의 만화가 미즈키 시게루. (~2015년)
- 3월 9일 - 대한민국의 건축가 김중업. (~1988년)
- 3월 10일 - 일본의 정치인 오이데 슌. (~2001년)
- 3월 12일 - 대한민국의 배우 추봉.
- 3월 16일
  - 대한민국의 기업인이자 대한극장 설립자, 정치인 국쾌남. (~2007년)
  - 대한민국의 작곡가 윤용하. (~1965년)
- 3월 23일 - 대한민국의 군인 겸 정치가 장경순. (~2022년)
- 3월 25일 - 대한민국의 정치인 박영록. (~2019년)

### 4월
- 4월 3일 - 미국의 배우, 가수 도리스 데이. (~2019년)
- 4월 15일 - 미국의 정치인, 시카고의 첫 흑인 시장 해럴드 워싱턴.  (~1987년)
- 4월 16일
  - 대한민국의 배우 김진규. (~1998년)
  - 영국의 소설가 킹즐리 에이미스. (~1995년)
- 4월 24일 - 대한민국의 정치인 최영근. (~2004년)
- 4월 27일
  - 대한민국의 기업인 이동찬. (~2014년)
  - 대한민국의 언론인 이규현. (~2004년)

### 5월
- 5월 1일 - 대한민국의 비전향 장기수 김명수. (~2009년)
- 5월 15일 - 대한민국의 정치가 이철승.  (~2016년)
- 5월 27일 - 영국의 배우 크리스토퍼 리. (~2015년)
- 5월 29일 - 프랑스에서 활동한 그리스의 작곡가 이안니스 크세나키스.  (~2001년)
- 5월 30일 - 대한민국의 군인, 정치인 강영훈.  (~2016년)

### 6월
- 6월 1일 - 미국의 배우 조안 코플랜드. (~2022년)
- 6월 3일 - 프랑스의 영화 감독 알랭 레네. (~2014년)
- 6월 7일 - 대한민국의 요리연구가 하선정. (~2009년)
- 6월 9일 - 프랑스의 왕자, 레이싱카 운전사 부르봉파르마 왕자 자크. (~1964년)
- 6월 10일 - 미국의 가수, 배우 주디 갈런드. (~1969년)
- 6월 14일 - 대한민국의 언론인, 국회의원 최세경. (~1997년)
- 6월 23일
  - 대한민국의 신학자 안병무. (~1996년)
  - 대한민국의 의학자, 교수 현봉학. (~2007년)

### 7월
- 7월 2일 - 대한민국의 가톨릭 추기경 김수환. (~2009년)
- 7월 7일 - 이탈리아의 패션디자이너 피에르 가르뎅. (~2020년)
- 7월 8일 - 대한민국의 군인 김종원. (~1964년)
- 7월 19일  - 미국의 정치인 조지 맥거번. (~2012년)
- 7월 22일 - 미국의 물리학자 존 B. 구디너프. (~2023년)
- 7월 26일 - 미국의 영화감독 블레이크 에드워즈. (~2010년)
- 7월 27일 - 대한민국의 영화 감독 최훈. (~2005년)
- 7월 29일 - 일본의 배우 이토 가오루. (~1943년)

### 8월
- 8월 5일 - 이스라엘사람으로서 학교 교사, 아동 심리학자 및 심리 치료사 및 부모 교육자 하임 지노트. (~1973년)
- 8월 22일 - 프랑스의 배우 미셸린 프레슬. (~2024년)
- 8월 24일
  - 대한민국의 사학자 김원용. (~1993년)
  - 미국의 역사학자, 정치학자, 사회비평가, 사회운동가, 작가 하워드 진. (~2010년)

### 9월
- 9월 6일 - 미국의 야구 선수 루 치올라. (~1981년)
- 9월 14일 - 대한민국의 비전향 장기수 박문재.
- 9월 16일 - 미국의 배우 재니스 페이지. (~2024년)
- 9월 19일 - 체코의 장거리 육상 선수 에밀 자토페크.  (~2000년)
- 9월 21일
  - 대한민국의 군인 김신.  (~2016년)
  - 김대중 대한민국 전 대통령의 부인 이희호.  (~2019년)

### 10월
- 10월 1일
  - 대한민국의 정치인 김종갑. (~1996년)
  - 중화인민공화국의 물리학자 양전닝.
- 10월 10일 - 아르헨티나의 축구 선수, 축구 감독 후안 카를로스 로렌소. (~2001년)
- 10월 22일 - 대한민국의 삼풍백화점 붕괴사고의 주범 (범죄자) 이준. (~2003년)
- 10월 24일 - 중화인민공화국의 군인 마오안잉. (~1950년)
- 10월 25일 - 대한민국의 군인 정광호. (~2020년)
- 10월 27일 - 베네수엘라의 정치인, 대통령 카를로스 안드레스 페레스. (~2010년)
- 10월 31일
  - 미국의 배우 바버라 벨 게디스. (~2005년)
  - 캄보디아의 국왕 노로돔 서이하누. (~2012년)

### 11월
- 11월 2일 - 영국의 중국학자 마이클 뢰베. (~2025년)
- 11월 11일
  - 미국의 소설가 커트 보니것. (~2007년)
  - 대한민국의 정치인 윤영선.
  - 영국의 외교관, 스파이 조지 블레이크.  (~2020년)
- 11월 12일 - 대한민국의 기업인, 정치인 김종희. (~1981년)
- 11월 16일
  - 포르투갈의 작가 조제 사라마구.  (~2010년)
  - 미국의 컴퓨터 공학자, 기업인 진 암달. (~2015년)
- 11월 17일 - 잉글랜드의 축구 감독 잭 프로갓. (~1993년)
- 11월 22일 - 오스트리아 소설가 에리히 돌레찰. (~1990년)
- 11월 26일 - 미국의 만화가 찰스 M. 슐츠. (~2000년)

### 12월
- 12월 3일 - 대한제국의 황손 이현. (~1996년)
- 12월 9일 - 미국의 배우, 희극인 레드 폭스. (~1991년)
- 12월 11일 - 인도의 영화배우 딜립 쿠마르. (~2021년)
- 12월 15일 - 일본의 프로 야구 선수, 야구 지도자 오시타 히로시. (~1979년)
- 12월 18일 - 캐나다의 수학자 이임학. (~2005년)
- 12월 19일 - 네덜란드의 정치인 크리스 판 베인. (~2009년)
- 12월 21일 - 대한민국의 오르간 연주자 박재훈. (~2021년)
- 12월 22일 - 대한민국의 정치인 조종호. (~2010년)
- 12월 24일 - 미국의 배우 에바 가드너. (~1990년)
- 12월 27일 - 대한민국의 군인·정치가·기업가 한신. (~1996년)
- 12월 28일
  - 대한민국의 정치인 주도윤. (~2017년)
  - 미국의 만화가 스탠 리. (~2018년)

### 미상
- 대한민국의 독립운동가 장철. (~2009년)
- 홍콩의 지리학자, 교육자 쩡자오쉬안. (~2007년)
- 그리스계 미국인 화가 테오도로스 스타모스. (~1997년)
- 대한민국의 비전향 장기수 김명수.

## 사망
- 1월 22일

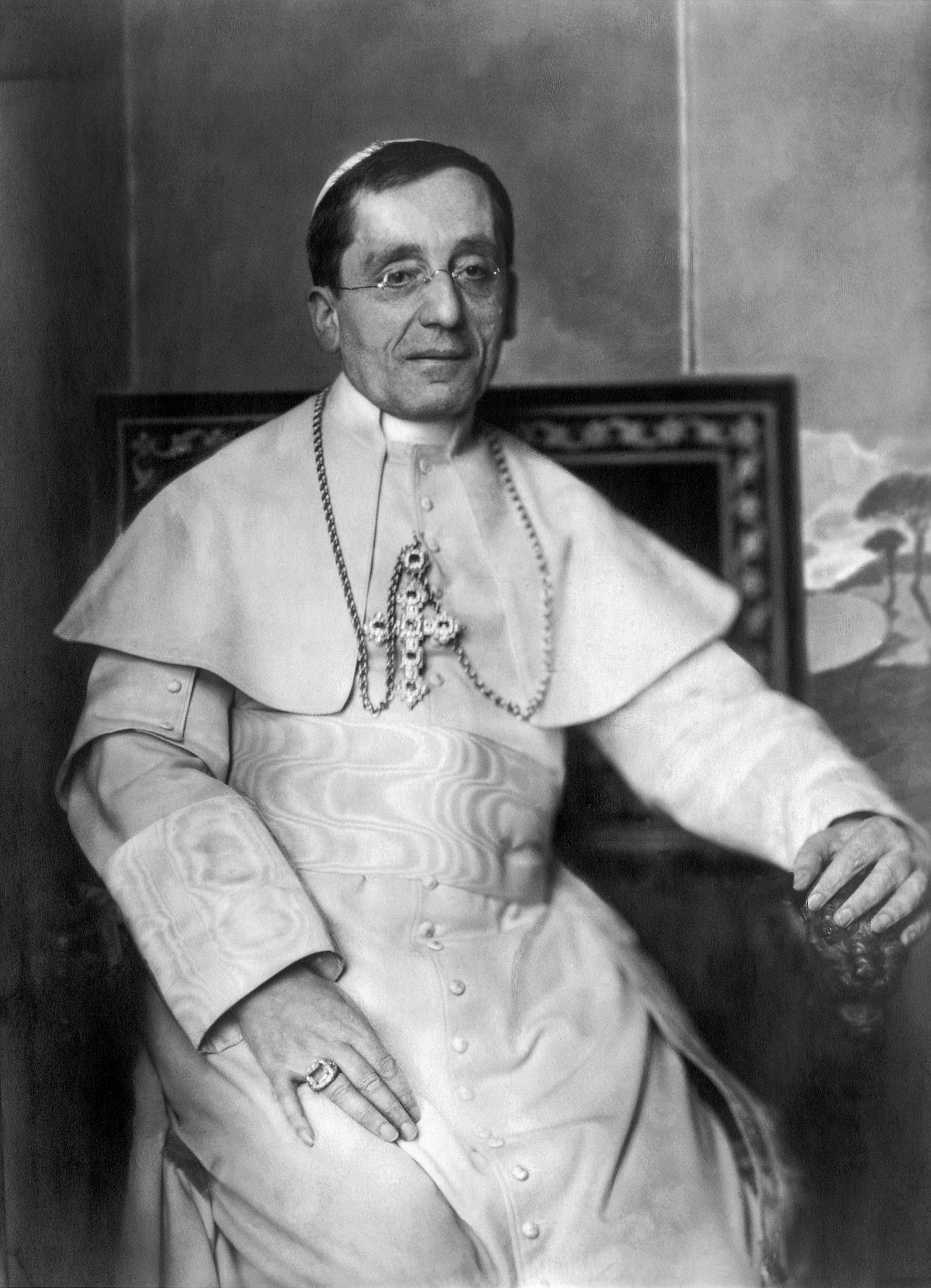
교황 베네딕토 15세

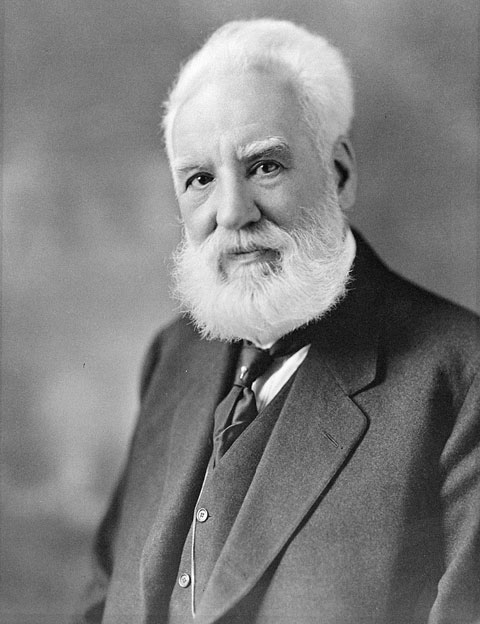
알렉산더 그레이엄 벨

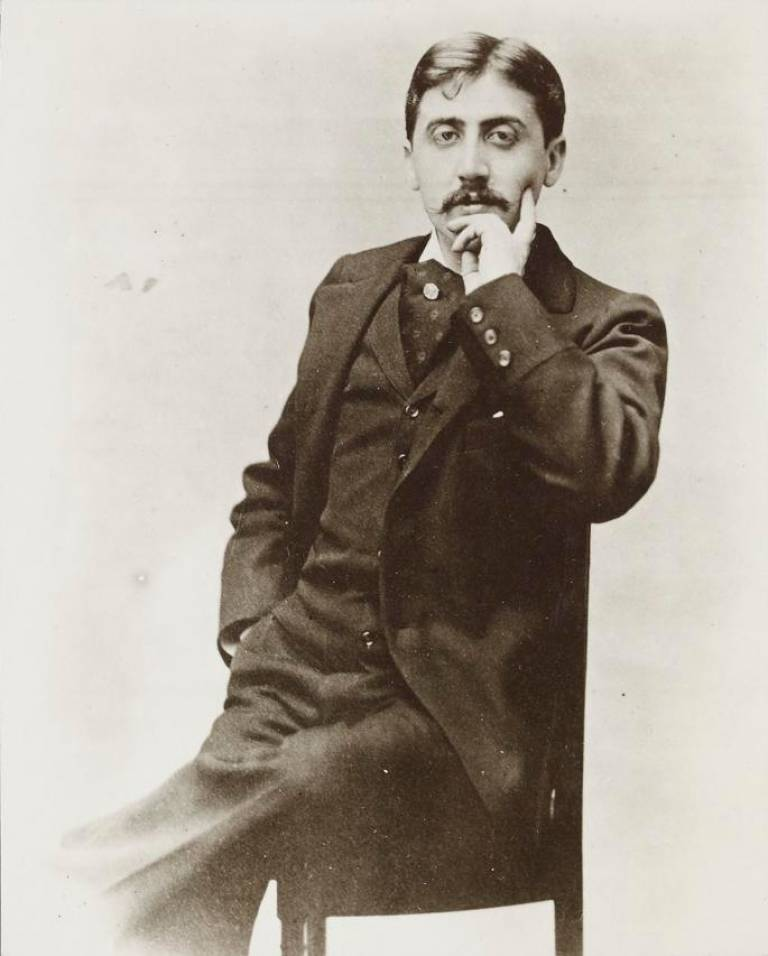
마르셀 프루스트

  - 일본의 정치인 도쿠가와 요시히사. (1884년~)
  - 제258대 로마의 교황 교황 베네딕토 15세. (1854년~)
- 5월 11일 - 일제강점기 이왕가의 일원 이진. (1921년~)
- 5월 19일 - 대한민국 천도교의 지도자, 독립운동가 손병희. (1861년~)
- 6월 26일 - 모나코의 국왕. 알베르 1세. (1848년~)
- 7월 4일 - 대한민국의 독립운동가 김가진. (1846년~)
- 8월 2일 - 미국의 발명가, 기업인 알렉산더 그레이엄 벨. (1847년~)
- 8월 22일 - 아일랜드의 정치인 마이클 콜린스. (1890년~)
- 9월 25일 - 대한민국의 독립운동가 신규식. (1880년~)
- 11월 18일 - 프랑스의 소설작가 마르셀 프루스트. (1871년~)

## 노벨상
- 문학상:
- 물리학상: 닐스 보어
- 생리학 및 의학상:
- 평화상: 프리티오프 난센
- 화학상:

## 달력
| 1월 |    |    |    |    |    |    |
| 일  | 월 | 화 | 수 | 목 | 금 | 토 |
| 1   | 2  | 3  | 4  | 5  | 6  | 7  |
| 8   | 9  | 10 | 11 | 12 | 13 | 14 |
| 15  | 16 | 17 | 18 | 19 | 20 | 21 |
| 22  | 23 | 24 | 25 | 26 | 27 | 28 |
| 29  | 30 | 31 |    |    |    |    |

| 2월 |    |    |    |    |    |    |
| 일  | 월 | 화 | 수 | 목 | 금 | 토 |
|     |    |    | 1  | 2  | 3  | 4  |
| 5   | 6  | 7  | 8  | 9  | 10 | 11 |
| 12  | 13 | 14 | 15 | 16 | 17 | 18 |
| 19  | 20 | 21 | 22 | 23 | 24 | 25 |
| 26  | 27 | 28 |    |    |    |    |

| 3월 |    |    |    |    |    |    |
| 일  | 월 | 화 | 수 | 목 | 금 | 토 |
|     |    |    | 1  | 2  | 3  | 4  |
| 5   | 6  | 7  | 8  | 9  | 10 | 11 |
| 12  | 13 | 14 | 15 | 16 | 17 | 18 |
| 19  | 20 | 21 | 22 | 23 | 24 | 25 |
| 26  | 27 | 28 | 29 | 30 | 31 |    |

| 4월 |    |    |    |    |    |    |
| 일  | 월 | 화 | 수 | 목 | 금 | 토 |
|     |    |    |    |    |    | 1  |
| 2   | 3  | 4  | 5  | 6  | 7  | 8  |
| 9   | 10 | 11 | 12 | 13 | 14 | 15 |
| 16  | 17 | 18 | 19 | 20 | 21 | 22 |
| 23  | 24 | 25 | 26 | 27 | 28 | 29 |
| 30  |    |    |    |    |    |    |

| 5월 |    |    |    |    |    |    |
| 일  | 월 | 화 | 수 | 목 | 금 | 토 |
|     | 1  | 2  | 3  | 4  | 5  | 6  |
| 7   | 8  | 9  | 10 | 11 | 12 | 13 |
| 14  | 15 | 16 | 17 | 18 | 19 | 20 |
| 21  | 22 | 23 | 24 | 25 | 26 | 27 |
| 28  | 29 | 30 | 31 |    |    |    |

| 6월 |    |    |    |    |    |    |
| 일  | 월 | 화 | 수 | 목 | 금 | 토 |
|     |    |    |    | 1  | 2  | 3  |
| 4   | 5  | 6  | 7  | 8  | 9  | 10 |
| 11  | 12 | 13 | 14 | 15 | 16 | 17 |
| 18  | 19 | 20 | 21 | 22 | 23 | 24 |
| 25  | 26 | 27 | 28 | 29 | 30 |    |

| 7월 |    |    |    |    |    |    |
| 일  | 월 | 화 | 수 | 목 | 금 | 토 |
|     |    |    |    |    |    | 1  |
| 2   | 3  | 4  | 5  | 6  | 7  | 8  |
| 9   | 10 | 11 | 12 | 13 | 14 | 15 |
| 16  | 17 | 18 | 19 | 20 | 21 | 22 |
| 23  | 24 | 25 | 26 | 27 | 28 | 29 |
| 30  | 31 |    |    |    |    |    |

| 8월 |    |    |    |    |    |    |
| 일  | 월 | 화 | 수 | 목 | 금 | 토 |
|     |    | 1  | 2  | 3  | 4  | 5  |
| 6   | 7  | 8  | 9  | 10 | 11 | 12 |
| 13  | 14 | 15 | 16 | 17 | 18 | 19 |
| 20  | 21 | 22 | 23 | 24 | 25 | 26 |
| 27  | 28 | 29 | 30 | 31 |    |    |

| 9월 |    |    |    |    |    |    |
| 일  | 월 | 화 | 수 | 목 | 금 | 토 |
|     |    |    |    |    | 1  | 2  |
| 3   | 4  | 5  | 6  | 7  | 8  | 9  |
| 10  | 11 | 12 | 13 | 14 | 15 | 16 |
| 17  | 18 | 19 | 20 | 21 | 22 | 23 |
| 24  | 25 | 26 | 27 | 28 | 29 | 30 |

| 10월 |    |    |    |    |    |    |
| 일   | 월 | 화 | 수 | 목 | 금 | 토 |
| 1    | 2  | 3  | 4  | 5  | 6  | 7  |
| 8    | 9  | 10 | 11 | 12 | 13 | 14 |
| 15   | 16 | 17 | 18 | 19 | 20 | 21 |
| 22   | 23 | 24 | 25 | 26 | 27 | 28 |
| 29   | 30 | 31 |    |    |    |    |

| 11월 |    |    |    |    |    |    |
| 일   | 월 | 화 | 수 | 목 | 금 | 토 |
|      |    |    | 1  | 2  | 3  | 4  |
| 5    | 6  | 7  | 8  | 9  | 10 | 11 |
| 12   | 13 | 14 | 15 | 16 | 17 | 18 |
| 19   | 20 | 21 | 22 | 23 | 24 | 25 |
| 26   | 27 | 28 | 29 | 30 |    |    |

| 12월 |    |    |    |    |    |    |
| 일   | 월 | 화 | 수 | 목 | 금 | 토 |
|      |    |    |    |    | 1  | 2  |
| 3    | 4  | 5  | 6  | 7  | 8  | 9  |
| 10   | 11 | 12 | 13 | 14 | 15 | 16 |
| 17   | 18 | 19 | 20 | 21 | 22 | 23 |
| 24   | 25 | 26 | 27 | 28 | 29 | 30 |
| 31   |    |    |    |    |    |    |

### 음양력 대조 일람
| 음력월 | 월건 | 대소 | 음력 1일의 양력 월일 | 음력 1일 간지 |
| ------ | ---- | ---- | -------------------- | ------------- |
| 1월    | 임인 | 대   | 1월 28일             | 병신          |
| 2월    | 계묘 | 소   | 2월 27일             | 병인          |
| 3월    | 갑진 | 대   | 3월 28일             | 을미          |
| 4월    | 을사 | 대   | 4월 27일             | 을축          |
| 5월    | 병오 | 소   | 5월 27일             | 을미          |
| 윤5월  |      | 소   | 6월 25일             | 갑자          |
| 6월    | 정미 | 대   | 7월 24일             | 계사          |
| 7월    | 무신 | 소   | 8월 23일             | 계해          |
| 8월    | 기유 | 소   | 9월 21일             | 임진          |
| 9월    | 경술 | 대   | 10월 20일            | 신유          |
| 10월   | 신해 | 소   | 11월 19일            | 신묘          |
| 11월   | 임자 | 대   | 12월 18일            | 경신          |
| 12월   | 계축 | 대   | 1923년 1월 17일      | 경인          |